# Kasteel Wiligrad
Het kasteel Wiligrad (Duits: Schloss Wiligrad) is een landhuis in Duitsland. Het kasteelachtige huis werd gebouwd tussen 1896 en 1898 en was ontworpen door Albrecht Haupt in opdracht van hertog Johan Albrecht van Mecklenburg-Schwerin en zijn vrouw Hertogin Elizabeth. Hertogin Elisabeth financierde de bouw en inrichting met het vermogen dat ze van haar moeder had geërfd. Het kasteel bleef tot 1945 in hertogelijk bezit.